# 강기둥
강기둥(1987년 3월 25일 ~ )은 대한민국의 배우이다.

## 학력
- 한국예술종합학교 연극원 연기과

## 출연작

### 영화
- 《고양이: 죽음을 보는 두 개의 눈》 (2011년) - 동물구조협회회원 2 역
- 《가시꽃》 (2013년) - 세운 역
- 《네버다이 버터플라이》 (2013년) - 종수 역
- 《커피 느와르: 블랙 브라운》 (2017년) - 성호 역
- 《크게 될 놈》 (2019년) - 진식 역
- 《핸섬가이즈》 (2024년) - 병조 역

### 드라마
- 2016년 KBS2 월화드라마 《구르미 그린 달빛》 - 달봉 역
- 2017년 tvN 금토드라마 《내일 그대와》 - 강기둥 역
- 2017년 KBS2 월화드라마 《쌈 마이웨이》 - 장경구 역
- 2017년 KBS2 단막극 《KBS 드라마 스페셜 - 까까머리의 연애》
- 2017년 tvN 수목드라마 《슬기로운 감빵생활》 - 송기둥 역
- 2018년 tvN 월화드라마 《멈추고 싶은 순간 : 어바웃 타임》 - 박우진 역
- 2018년 SBS 수목드라마 《친애하는 판사님께》 - 고등학생 역
- 2019년 tvN 주말드라마 《로맨스는 별책부록》 - 박훈 역
- 2019년 tvN 주말드라마 《날 녹여주오》 - 젊은시절 마동식 역
- 2019년 KBS2 단막극 《KBS 드라마 스페셜 - 렉카》 - 조정삼 역
- 2020년 SBS 금토드라마 《더 킹 : 영원의 군주》 - 김비서 역
- 2020년 tvN 주말드라마 《사이코지만 괜찮아》 - 조재수 역
- 2022년 SBS 금토드라마 《소방서 옆 경찰서》 - 공명필 역
- 2022년 JTBC 금토일드라마 《재벌집 막내아들》 - 진형준 역
- 2023년 JTBC 토일드라마 《킹더랜드》 - 최태만 대리 역 (특별출연)
- 2023년 SBS 금토드라마 《소방서 옆 경찰서 그리고 국과수》 - 공명필 역
- 2024년 ENA 월화드라마 《크래시》 - 표정욱 역
- 2025년 MBC 금토드라마 《메리 킬즈 피플》 - 최건수 역 (특별출연)

## 수상
- 2022년 SBS 연기대상 미니시리즈 장르/판타지 부문 남자 조연상
- 2023년 신스틸러 페스티벌 in 문경 본상 (소방서 옆 경찰서, 재벌집 막내아들)